# Mondo Minerals
Mondo Minerals Mondo Minerals is een van de grootste talkproducent ter wereld, met het hoofdkantoor gevestigd in Amsterdam. Naast het hoofdkantoor is er een vestiging in Katwjik en heeft Mondo Minerals een eigen talkmijn in bezit in Sotkamo en in Vuonos, centraal Finland. Mondo Minerals Deutschland GmbH, gevestigd in Duitsland en Mondo Trading (Beijing) Co., Ltd., gevestigd in China zijn ook onderdeel van de Mondo Group.

## (Voor)geschiedenis
De geschiedenis van het bedrijf gaat terug tot 1967, toen het in dat jaar opgerichte Finse bedrijf Suomen Talkki Oy een procedé ontwikkelde om talk van magnesiet te scheiden. Ruim twintig jaar later werden de drie Finse vestigingen samengevoegd tot het bedrijf Finnminerals Oy. In 1993 opende Finnminerals haar eerste Nederlandse vestiging in Katwijk. Vijf jaar later is Mondo Minerals als een joint venture ontstaan tussen Omya en Western Mining. Hierdoor kwamen ook Finnminerals Oy, Finnminerals Holland (Katwijk) en Westmin (Amsterdam) in bezit van Mondo Minerals. In 2001 kwam het joint venturebedrijf helemaal in handen van Omya. Zes jaar later werd Mondo Minerals overgenomen door private equity bedrijf HgCapital. Nadat HgCapital
de mineraalproducent van de hand deed, kwam het in 2011 in handen van Advent International. In oktober 2018 neemt Elementis, een internationaal bedrijf dat gespecialiseerd is in specifieke chemicalien, Mondo Minerals over van Advent International.

## Activiteiten
Het bedrijf ontwikkelt en produceert additieven voor onder andere de plastic, verf-, papier-, farmaceutische en de persoonlijke verzorgingsindustrie. Het bezit en exploiteert talkmijnen in Finland (onder andere in Sotkamo).